# Peti element
Peti element (eng. The Fifth Element) je francuski futuristički ZF film na engleskom jeziku iz 1997. godine u režiji Luca Bessona, koji je i autor scenarija. Glavne uloge tumače Bruce Willis, Gary Oldman i Milla Jovovich.

## Radnja
Svakih 5000 godina, kad se tri planeta nalaze u eklipsi, ultimativno zlo poprima oblik, te nastoji pretvoriti svjetlo u mrak i život u smrt. Oružje protiv tog zla nalazi se u hramu u Egiptu, a kako bi zlo postiglo svoj cilj mora uništiti to mjesto. Oružje funkcionira tako da se četiri svemirska elementa, voda, vatra, zrak i zemlja, utjelovljeni u obliku malog trokutasto-prizmatičnog kamenja, postave oko petog, vrhovnog bića utjelovljenog u obliku ženske osobe ljudske vrste. Tih pet elemenata zajedno stvara božansko svjetlo koje pobjeđuje zlo za sljedećih 5000 godina. Oružje na Zemlju donose Mondoshawani, stara i tajanstvena rasa, a znanje o zlu prenosi se iz generacije u generaciju svećenika koji njima služe.
1914. godine Mondoshawani uzimaju kamenje kako bi ga zaštitili od skorog dolaska Prvog svjetskog rata. Tristo godina kasnije zlo se ponovno formira i Mondoshawani pokušavaju donijeti kamenje natrag na Zemlju. Međutim, Jean-Baptiste Emanuel Zorg, proizvođač oružja od koga je zlo zatražilo da pribavi kamenje, naredi uništenje mondoshawanskog svemirskog broda i cijela posada pogiba zajedno s vrhovnim bićem, ali Zemljani na mjestu nesreće pronalaze snažnu šaku unutar rukavice, koja je regenerirana da oživi peti element, crvenokosu, snažnu, pametnu i lijepu ženu. Međutim, ona odmah pobjegne iz laboratorija i skače s ruba zgrade u leteći taksi kojim upravlja Korben Dallas, bivši ratni heroj.
Korben odnosi ženu u ured svećenika iz svog vremena, Vita Corneliusa, i saznaje da je njeno puno ime Leeloo Minai Lekatariba-Laminai-Tchaii Ekbat De Sebat (skraćeno Leeloo). Leeloo ispriča Corneliusu da četiri kamena nisu bila u srušenom brodu, već su ih Mondoshawani dali na čuvanje plavoj izvanzemaljskoj opernoj divi po imenu Plavalaguna, koja će uskoro nastupiti na dobrotvornom koncertu u koncertnoj dvorani hotela na planetu Fhloston, u budućnosti mjesta na kojem se nalazi popularno odmorište.
Zorg saznaje da kamenje nije bilo u srušenom svemirskom brodu nakon što mu ratnici iz vrste Mangalora donose prazan kovčeg. Zbog toga kaže da im neće dati ništa za uzvrat, ali pod njihovom oružanom prijetnjom popušta, te im ostavlja jedan sanduk oružja nazvanog ZF1. Međutim, jedan od Mangalora slučajno aktivira bombu ugrađenu u to oružje, što ostalim pripadnicima te vrsta ostavlja mjesta za osvetu.
Vlada saznaje da su Mondoshawani dali kamenje na čuvanje Plavalaguni i odlučuje regrutirati Korbena kako bi otišao na Fhloston i uzeo kamenje od nje, te namještaju natjecanje u kojem pobjednik dobiva dvije karte za Fhloston. Međutim, kad Cornelius i Zorg saznaju da je upravo Korben dobitnik, pokušaju mu oduzeti karte kako bi se dočepali kamenja. Ipak, Korben se uspijeva riješiti Corneliusovog novaka Davida i zajedno s Leeloo ukrcati se na svemirski brod za Fhloston, a Zorgov pomoćnik i dvoje u ljudskim tijelima maskiranih Mangalora ne uspijevaju u tome. Međutim, Cornelius se kroz ventilacijski otvor uspio prošvercati u brod.
Nakon koncerta, Mangalori ustrijele Plavalagunu i preuzimaju kontrolu nad hotelom smještenim na golemom brodu. Stiže i Zorg s namjerom da sam dođe do kamenja i instalira minijaturnu nuklearnu bombu u jedan od hodnika hotela. Uzima jedan od Plavalaguninih kovčega, ali ubrzo otkriva da kamenje nije u njemu.
Nakon što izvadi kamenje iz Plavalagune, Korben započinje borbu s Mangalorima, te uspijeva pobjeći s broda nekoliko trenutaka prije eksplozije, u kojoj pogiba Zorg.
Korben, Leeloo, Cornelius i brbljivi radijski DJ Ruby Rhod, koji vodi emisiju koja je organizirala nagradno natjecanje, vraćaju se na Zemlju, gdje im se pridružuje i David, te počinju stavljati kamenje oko petog elementa kako bi učinili oružje protiv zla funkcionalnim. Nakon nekoliko minuta, uspijevaju u pronalaženju načina na koji se kamenje otvara, te na kraju oružje uspješno zaustavi kuglu koja je velikom brzinom letjela prema Zemlji.

## Zanimljivosti
- Jezik kojim govori Leeloo izmislio je redatelj i scenarist Luc Besson, a usavršila Milla Jovovich. Do kraja snimanja filma toliko su razvili taj jezik da su bili u mogućnosti voditi razgovor na njemu.
- Eksplozija u glavnom hodniku hotela na Fhlostonu bila je najveća ikad snimljena u unutrašnjosti nekog objekta, a vatra je gotovo izmakla kontroli.
- Glumac koji se pojavljuje u ulozi vozača letećeg policijskog automobila ispred futurističkog McDonald'sa zove se Mac McDonald.
- Lik kojeg glumi Chris Tucker u originalnom se scenariju zove Loc Rhod, a ne Ruby Rhod kao u filmu.
- Ime Plavalaguna, kako se zove operna diva koja nastupa u hotelu na Fhlostonu, inspirirano je Plavom lagunom u Poreču, gdje je Luc Besson nekoliko puta ljetovao u djetinjstvu.
- Luc Besson je originalni scenarij napisao još u srednjoj školi.
- Od 90 milijuna dolara budžeta čak je 80 milijuna bilo namijenjeno stvaranju specijalnih efekata, a jer ga je u potpunosti producirala francuska tvrtka Gaumont, Peti element je ujedno i najskuplji film svih vremena produciran izvan SAD-a.
- Koliko se može zaključiti iz filma, u budućnosti je površina Zemlje toliko zagađena da je permanentno prekrivena gustom maglom, te je gotovo nemoguće živjeti na njoj.